# Heinrich Mann

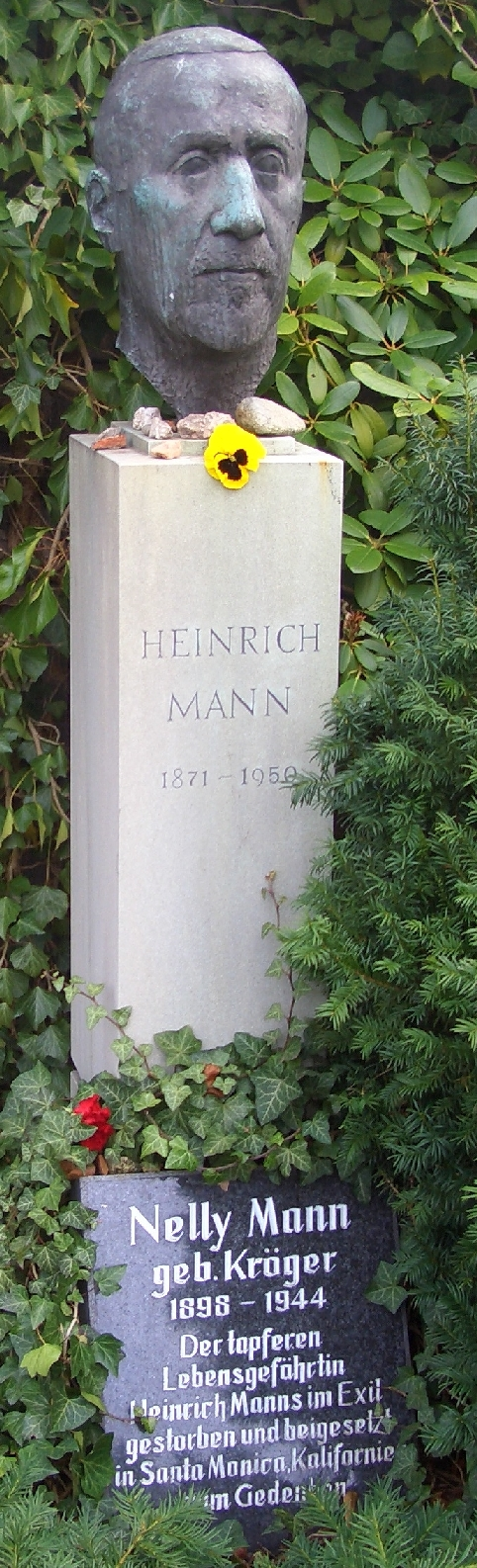
Nagrobek Heinricha Manna w Berlinie

Heinrich Mann, Henryk Mann (ur. 27 marca 1871 w Lubece, zm. 11 marca 1950 w Santa Monica w Kalifornii) – niemiecki pisarz, starszy brat Thomasa Manna.

## Życiorys
Urodził się w patrycjuszowskiej, hanzeatyckiej rodzinie w Lubece. Po studiach w Berlinie i Monachium przez krótki czas pracował w wydawnictwie S. Fischer Verlag, a od roku 1891 zajął się wyłącznie pracą literacką. W 1893 roku wraz z siostrami i matką przeprowadził się do Monachium. W latach 1896–1898 przebywał z bratem Thomasem we Włoszech. W 1905 roku opublikował powieść Profesor Unrat, na podstawie której Josef von Sternberg nakręcił w 1930 roku film Błękitny anioł z Marleną Dietrich i Emilem Janningsem w rolach głównych (wg scenariusza Carla Zuckmayera). Film ten okazał się sukcesem i przeszedł do historii kina.
Był przeciwnikiem ujawniających się już okresie I wojny światowej tendencji militarystycznych i imperialnych w polityce niemieckiej. Opisywał w sposób krytyczny, a czasem satyryczny, autorytarne i skostniałe struktury społeczne Niemiec. W okresie Republiki Weimarskiej był czołowym przedstawicielem elity intelektualnej tamtego okresu, między innymi był prezesem Niemieckiej Akademii Sztuk. Po dojściu nazistów do władzy został wykluczony z Akademii, a po pewnym czasie odebrano mu niemieckie obywatelstwo. W 1933 roku wyemigrował, przez Czechosłowację, początkowo do Francji, a następnie do Stanów Zjednoczonych. Na emigracji należał do czołowych niemieckich pisarzy. Na krótko przed śmiercią w 1950 roku otrzymał propozycję objęcia funkcji prezesa Akademii Sztuk Niemieckiej Republiki Demokratycznej (Niemiec Wschodnich), ale nie zdążył dać odpowiedzi. W 1951 roku NRD-owska wytwórnia zekranizowała powieść Poddany. W 1961 roku urna z prochami Heinricha Manna została przewieziona do Berlina Wschodniego.

## Publikacje
- In einer Familie (1894)
- W krainie pieczonych gołąbków (Im Schlaraffenland. Ein Roman unter freien Leuten, 1900, wyd. polskie 1953)
- Profesor Unrat (Professor Unrat oder das Ende eines Tyrannen, 1905, wyd. polskie 1930)
- Boginie (Göttinen, 1903, wyd. polskie 1930)
- Der Jagd nach Liebe (1904)
- Die kleine Stadt (Miasteczko, 1909)
- Cesarstwo (Das Kaiserreich, trylogia 1912-1914)
- Madame Legros (1913)
- Poddany (Der Untertan, 1914)
- Biedacy (Die Armen, 1917)
- Macht und Mensch (Władza i człowiek, 1919, zbiór esejów)
- Diktatur der Vernunft (Dyktatura rozumu, 1923, zbiór esejów)
- Głowa (Der Kopf, 1925)
- Sieben Jahre (Siedem lat, 1929, zbiór esejów)
- Geist und Tat (Duch i czyn, 1931, zbiór esejów)
- Der Hass (Nienawiść, 1933, zbiór esejów)
- Młodość króla Henryka IV (1935, wyd. polskie 1936)
- Lata dojrzałe króla Henryka IV (1937, wyd. polskie 1959)
- Mut (Odwaga, 1939, zbiór esejów)
- Ein Zeitalter wird besichtigt (1944, autobiografia)